# 2257 Kaarina
2257 Kaarina (1939 QB) là một tiểu hành tinh vành đai chính được phát hiện ngày 18 tháng 8 năm 1939 bởi H. Alikoski ở Turku.